# Grevílea-robusta
Grevílea-robusta (Grevillea robusta) é a maior planta do gênero Grevillea. É nativa da costa leste da Austrália. É uma árvore de crescimento rápido, de folha perene, que atinge 18–35 m de altura e tem folhas verdes delicadamente denteadas e bipinuladas, semelhantes à folhagem dos fetos. As folhas têm geralmente o tamanho de 15–30 cm de comprimento com o lado inferior branco acinzentado ou cor de ferrugem. Suas flores são cor laranja-ouro com floração tipo Callistemon, com 8–15 cm de comprimento na primavera, num caule de 2–3 cm. As sementes, maduras no final do inverno ou começo da primavera, frutificam em folículos marrom escuro, com cerca de 2 cm de comprimento, com uma ou duas sementes chatas, com asas.

## Cultivo
Quanto jovem pode ser cultivada como uma planta de interior por tolerar a sombra, mas prefere lugares ensolarados, por isso cresce melhor em zonas quentes. Se plantada ao ar livre, as mudas jovens necessitam de proteção contra geada. Necessita água ocasionalmente, mas é tolerante à seca.

## Galeria de fotos

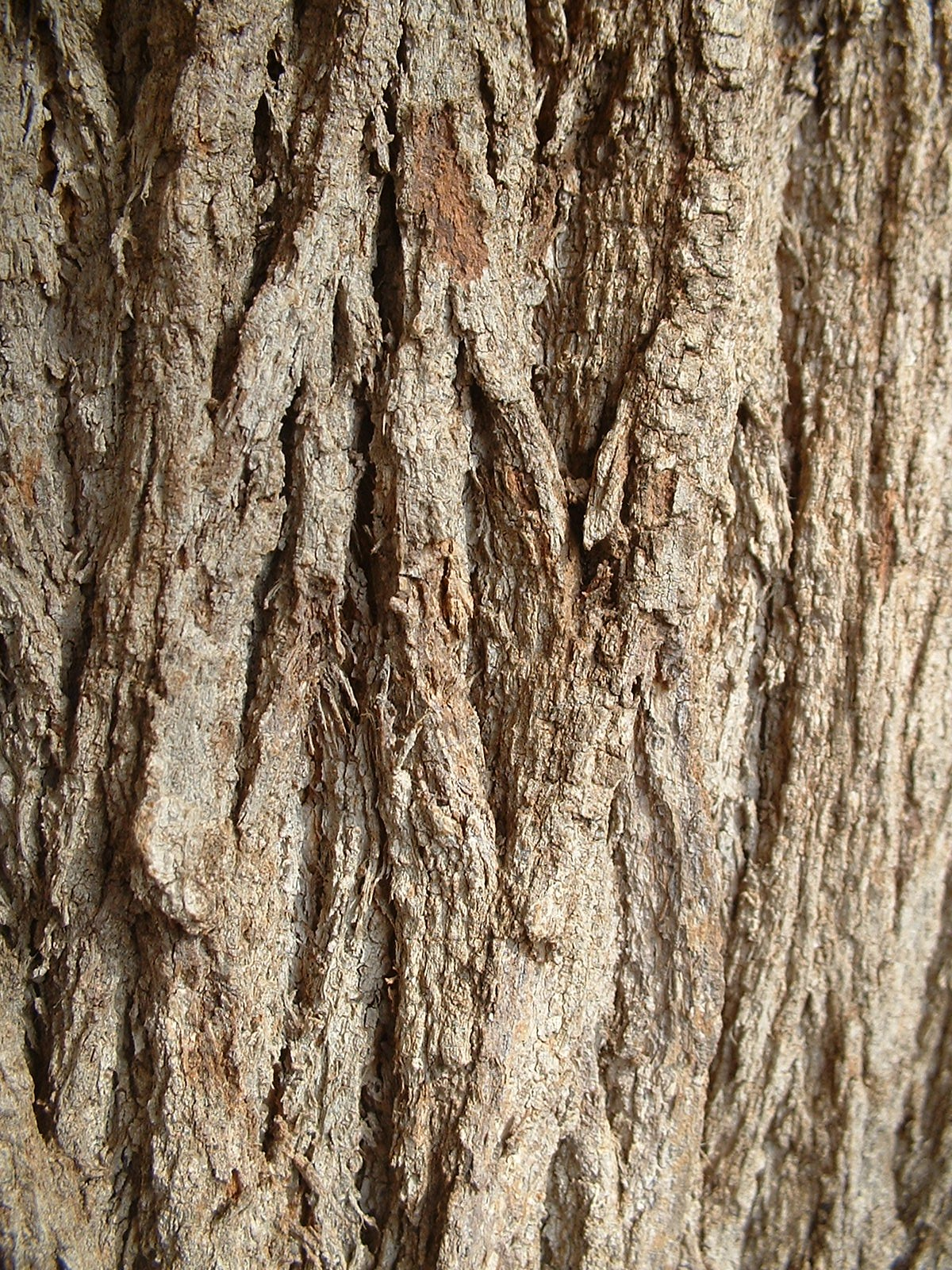
Tronco
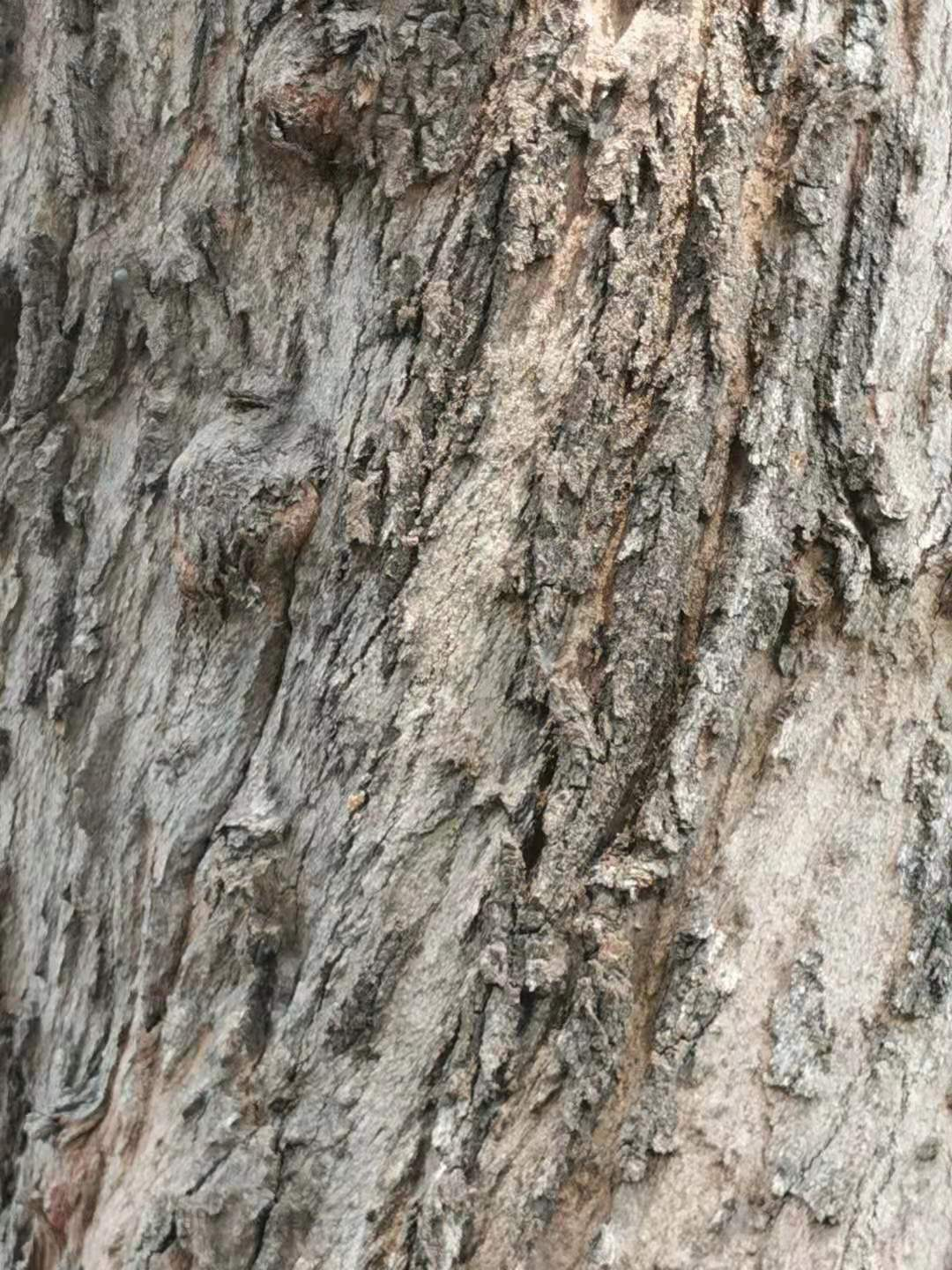
Tronco
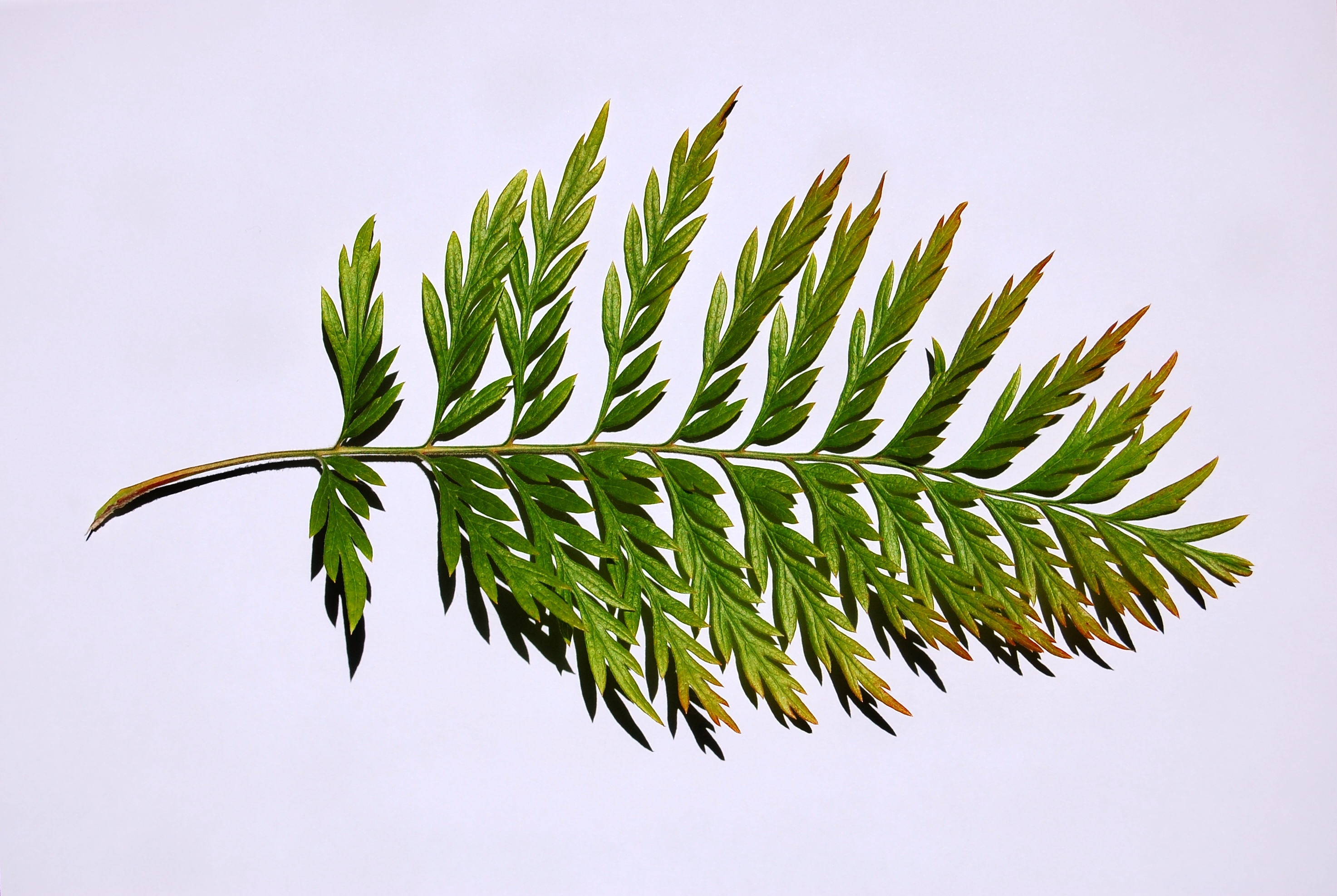
Folha
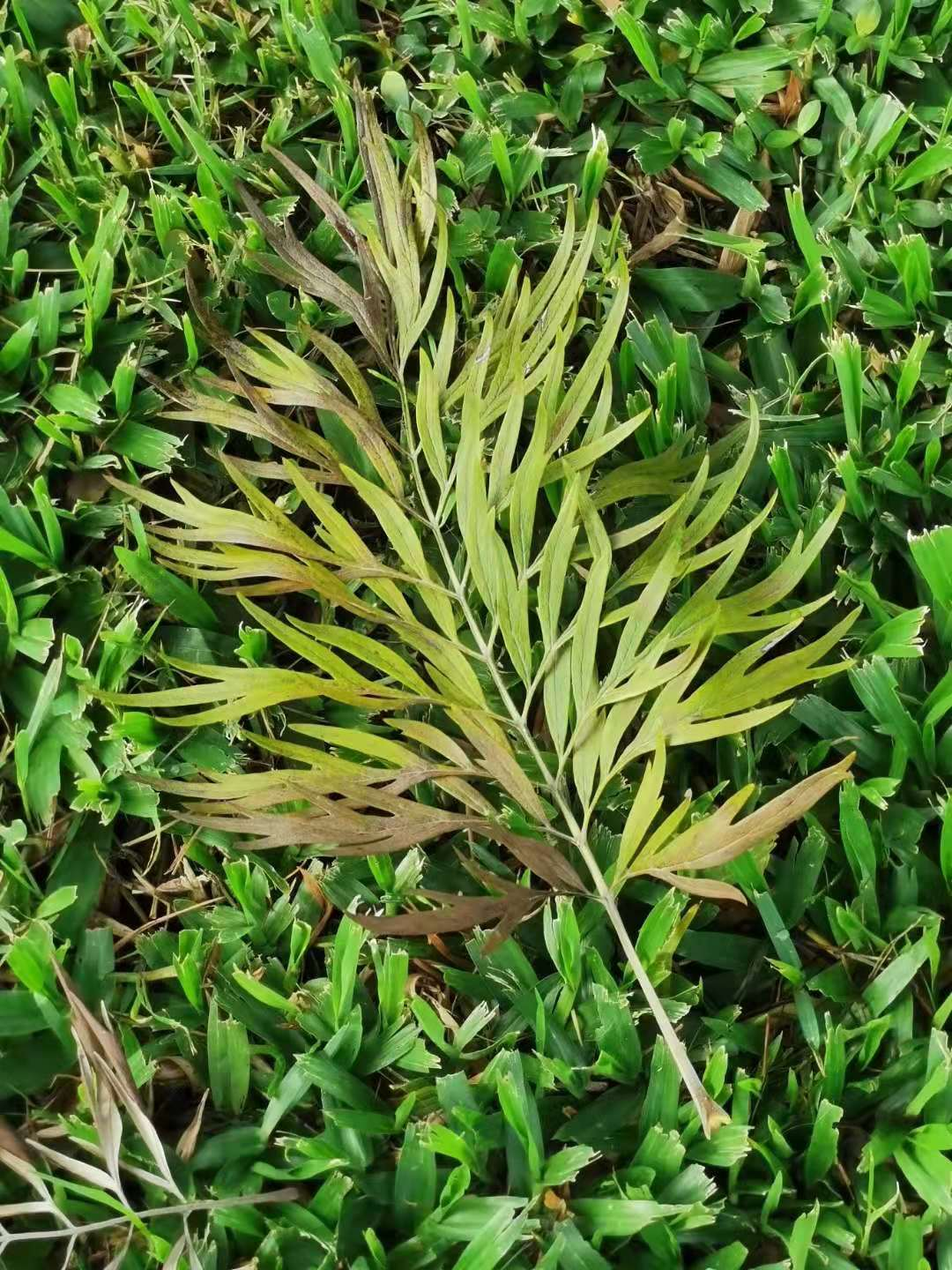
Folha
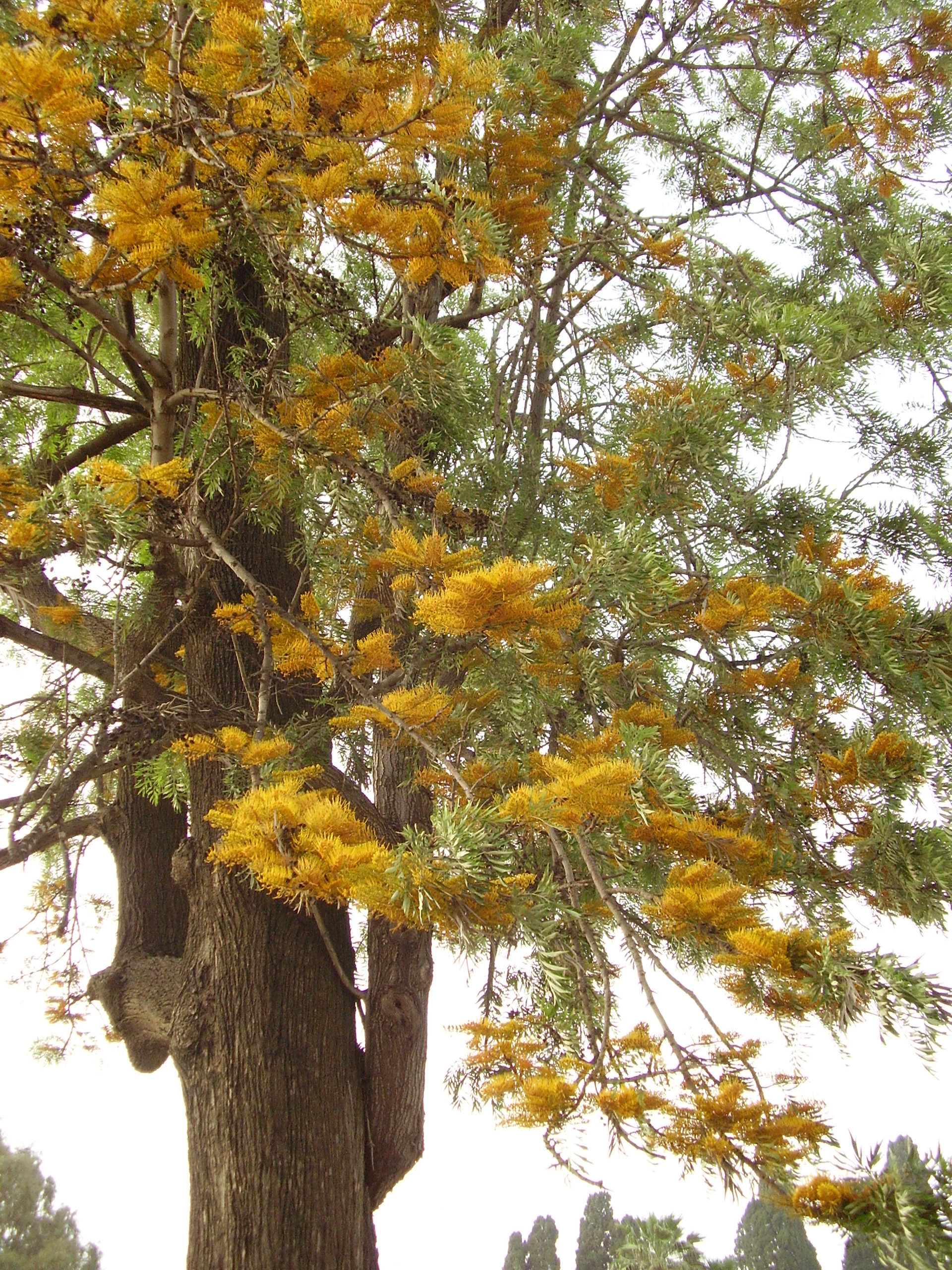
Galhos floridos
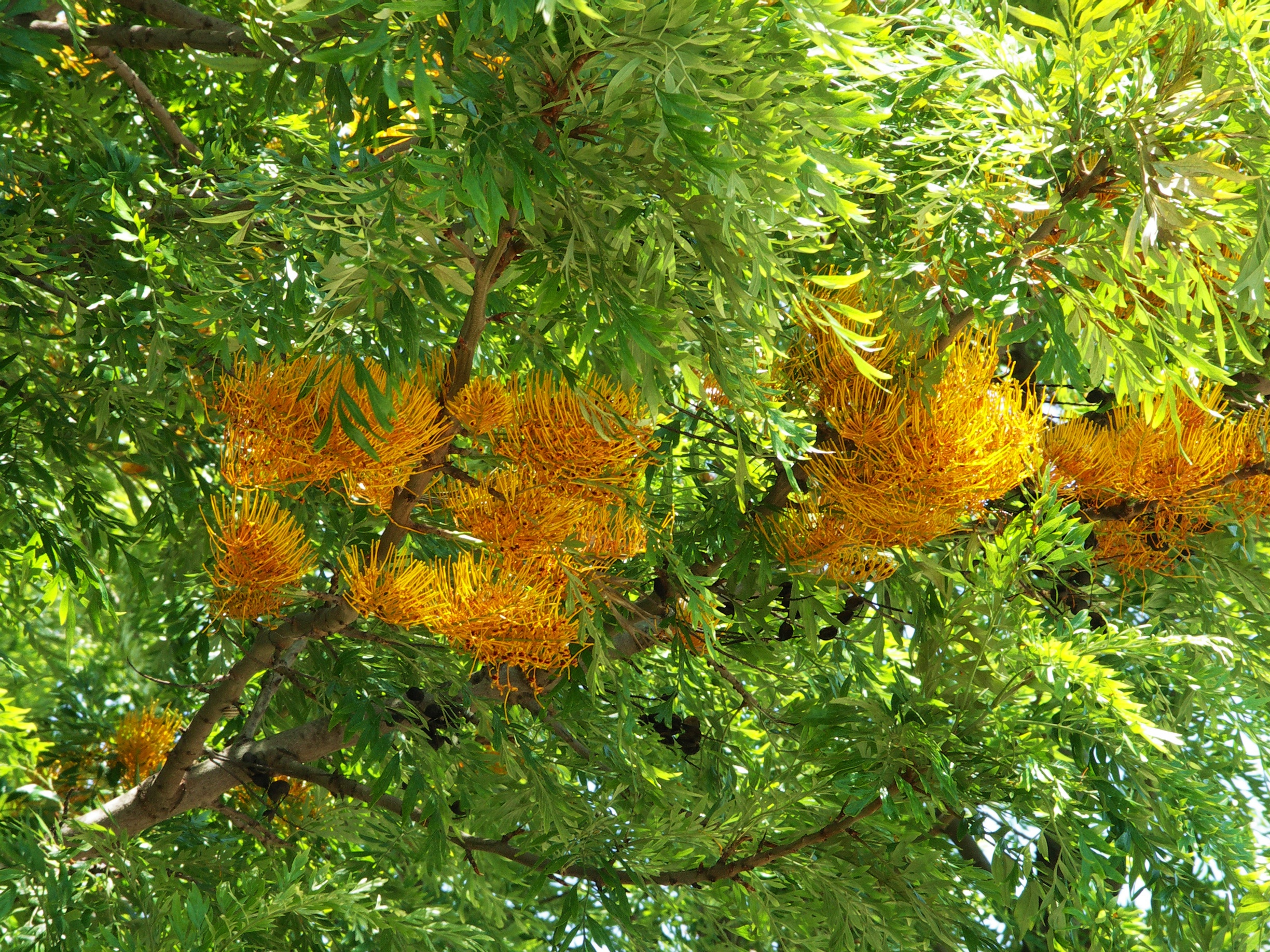
Galhos floridos
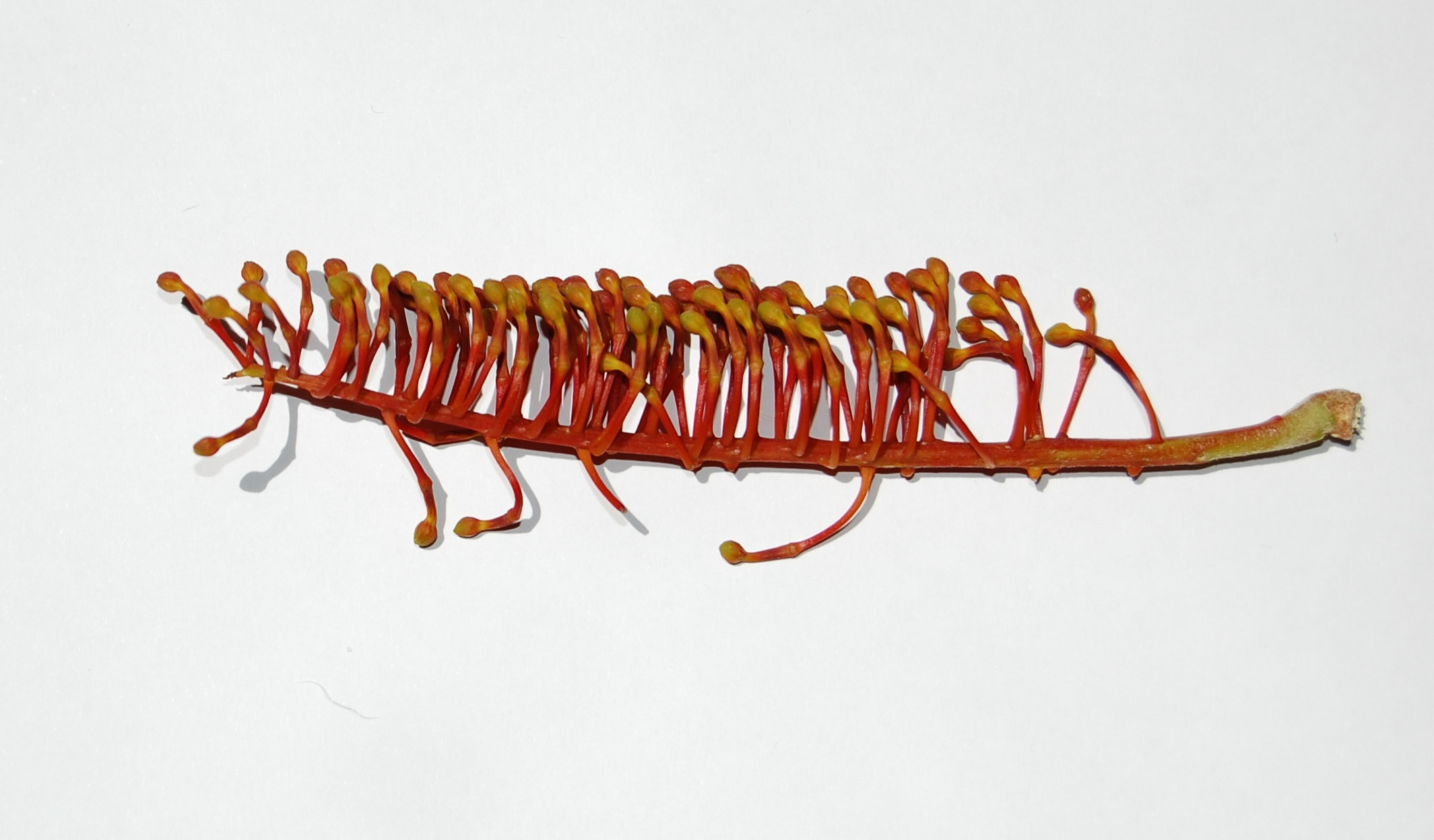
Flores
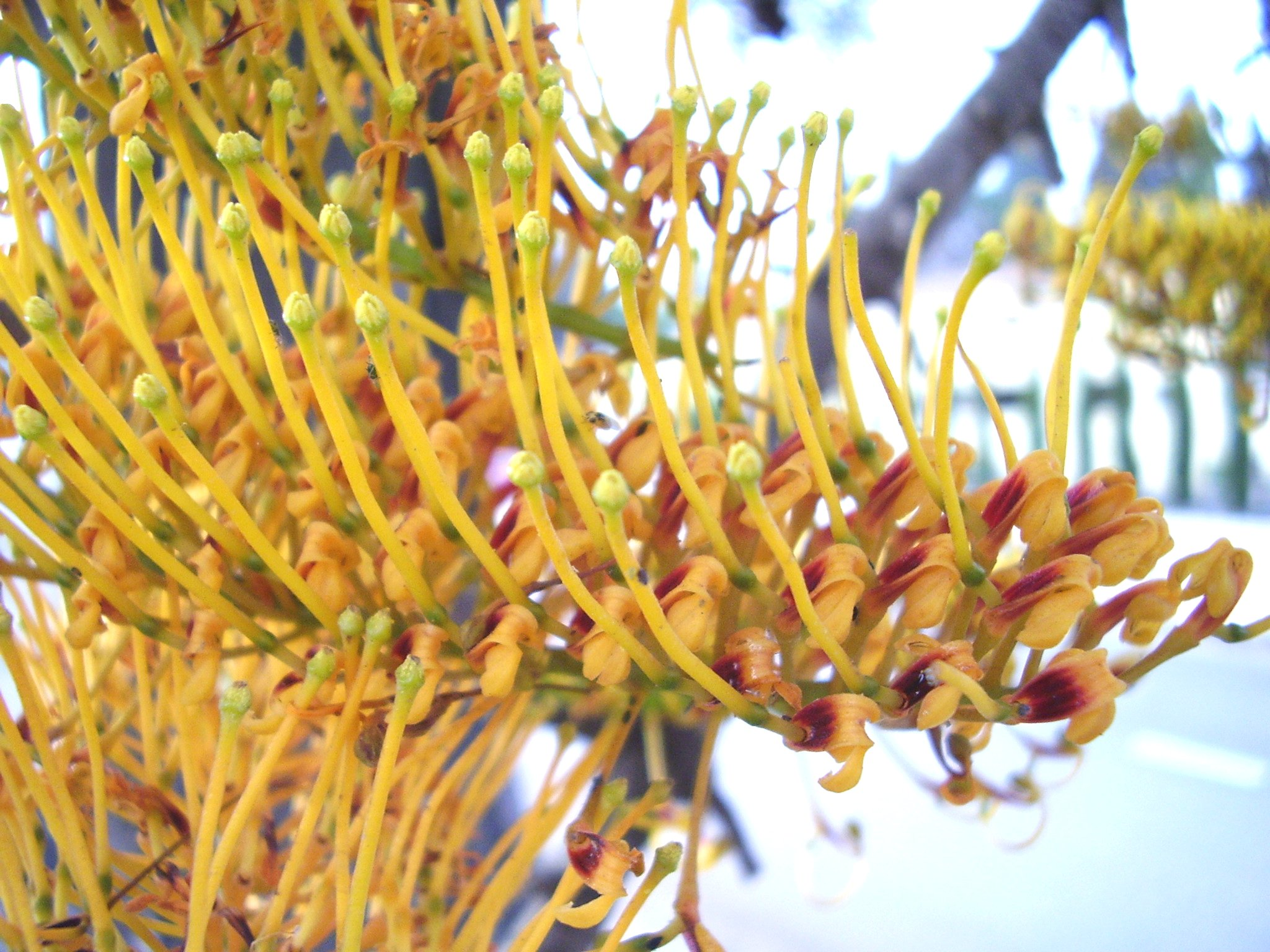
Flores
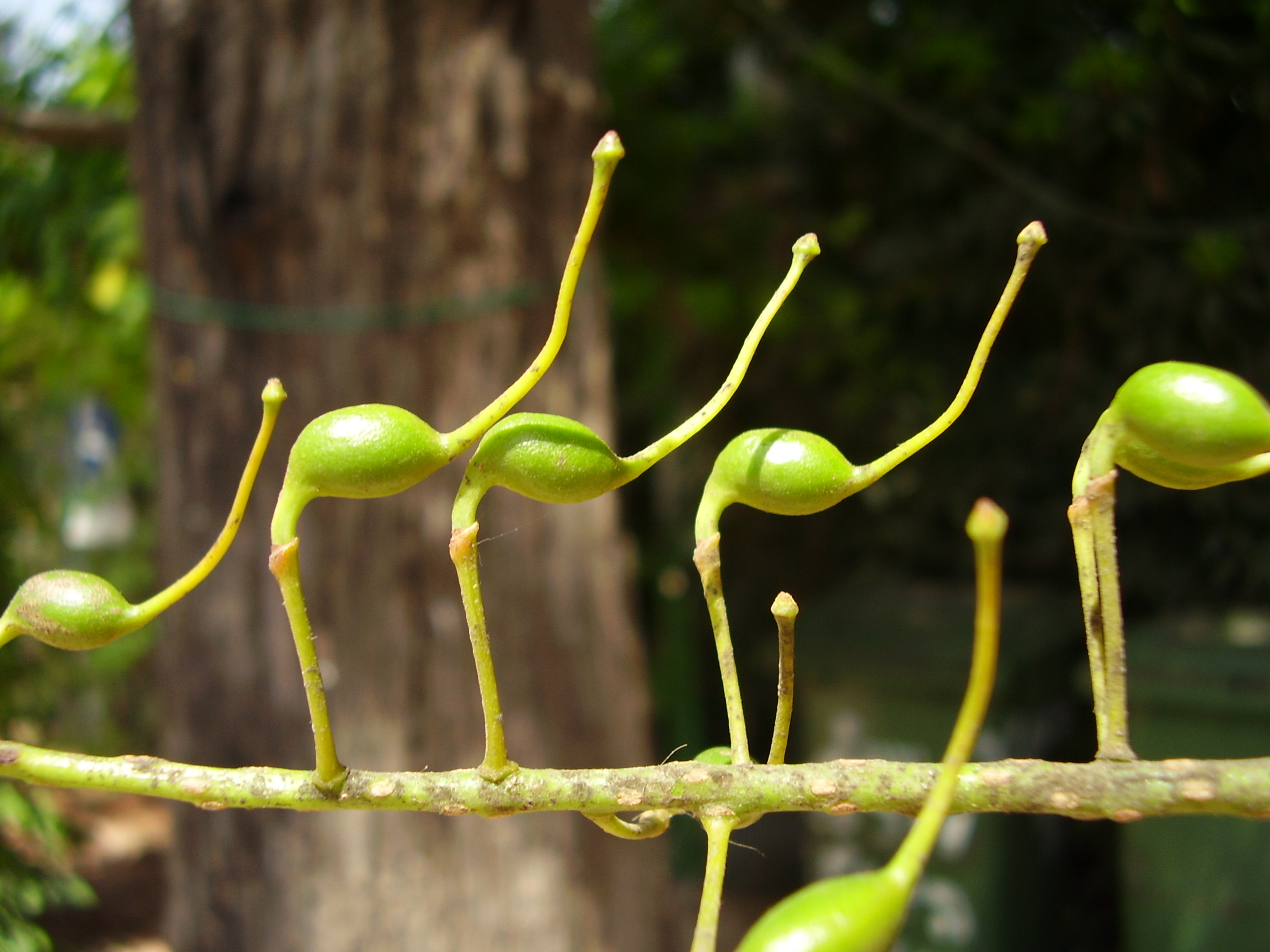
Vagens verdes
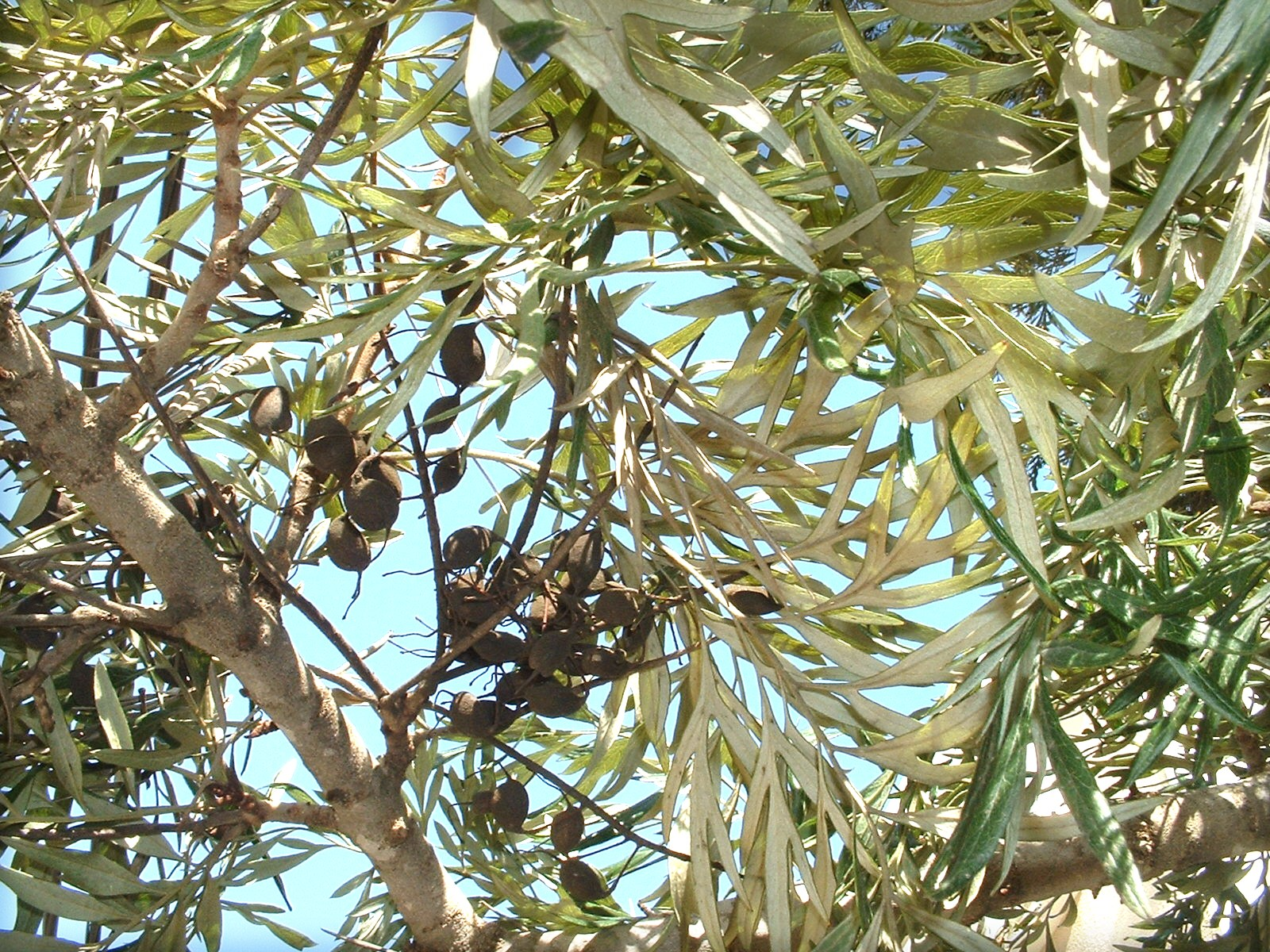
Folhas e vagens secas
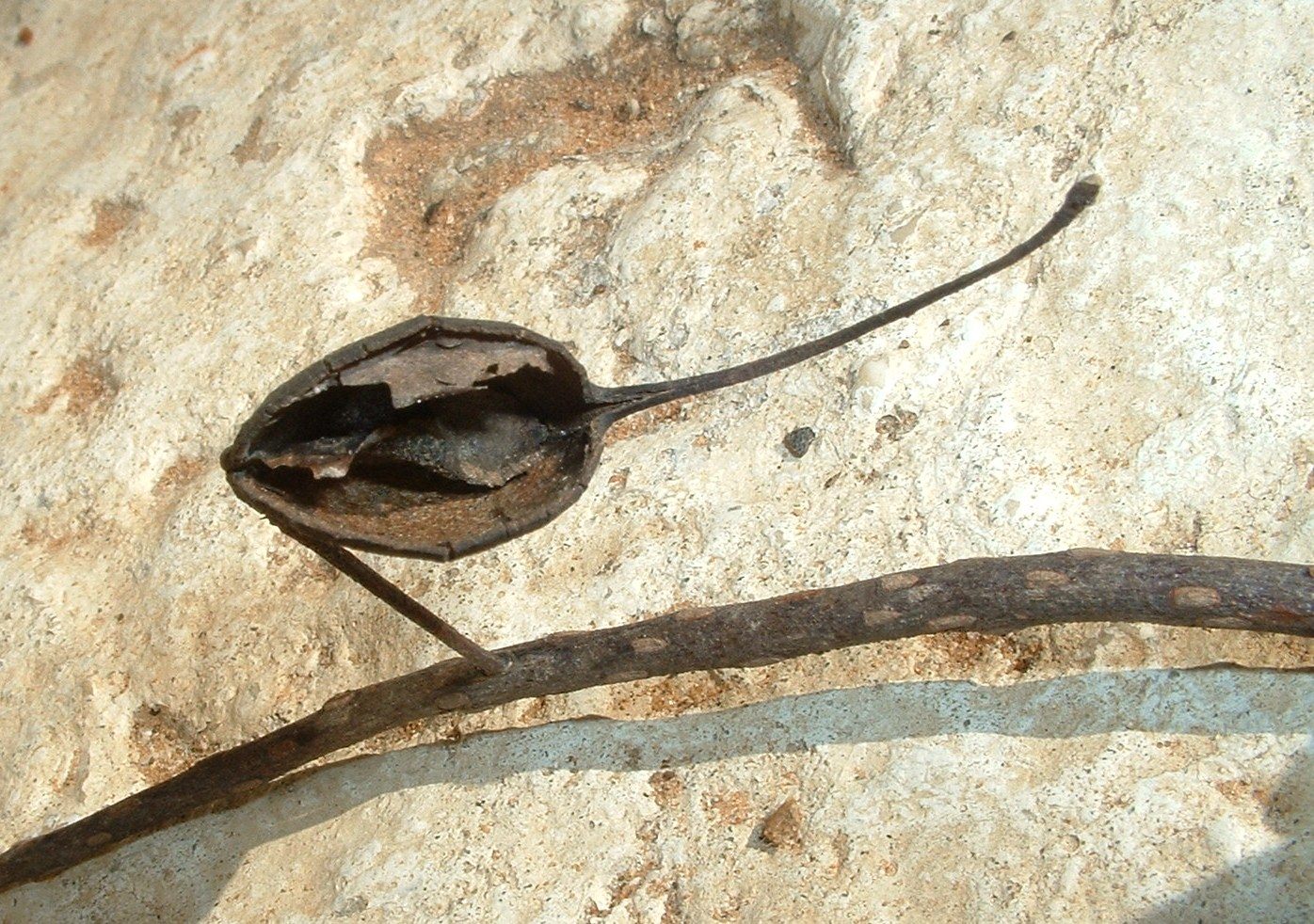
Vagem seca
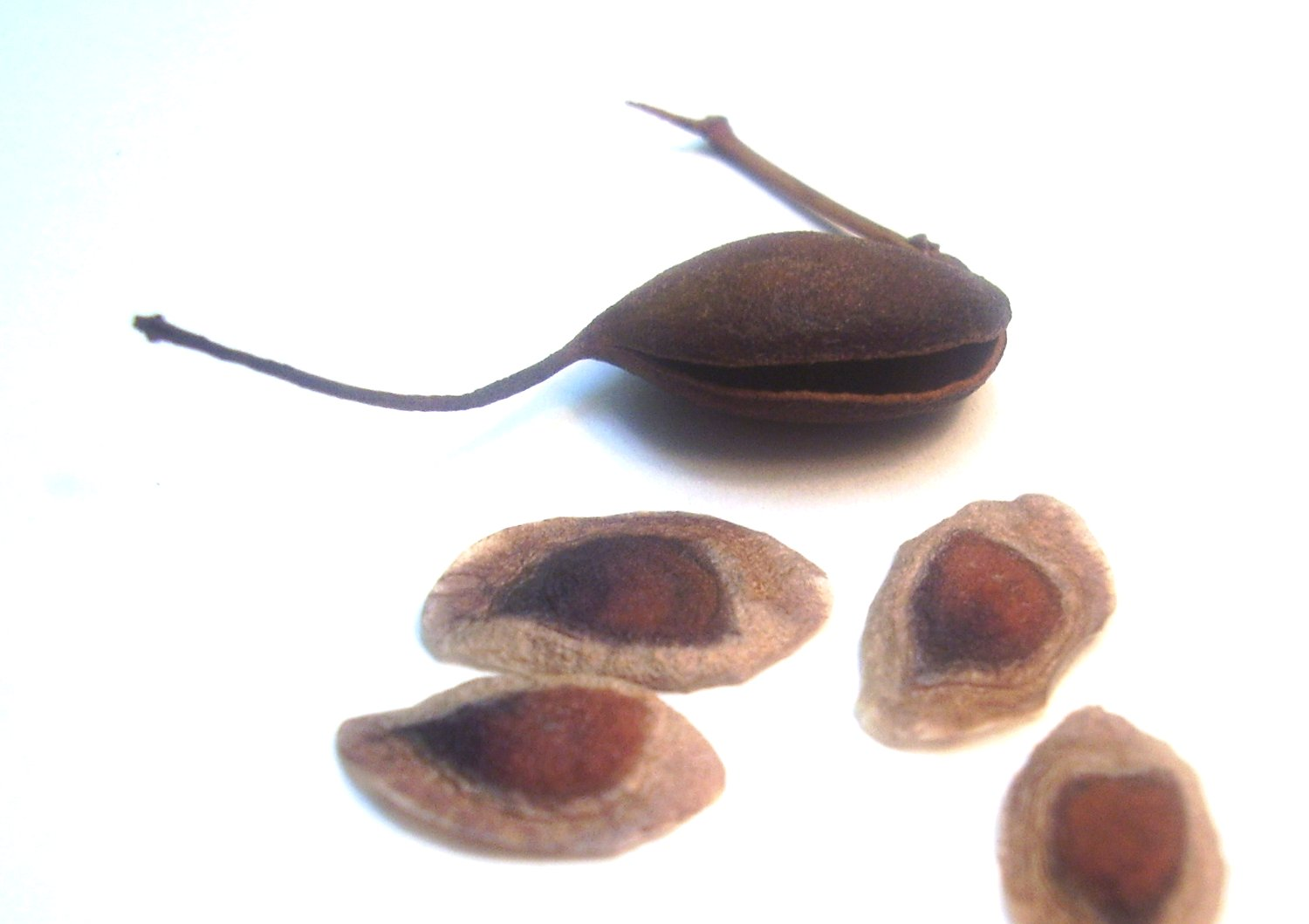
Vagem seca e sementes
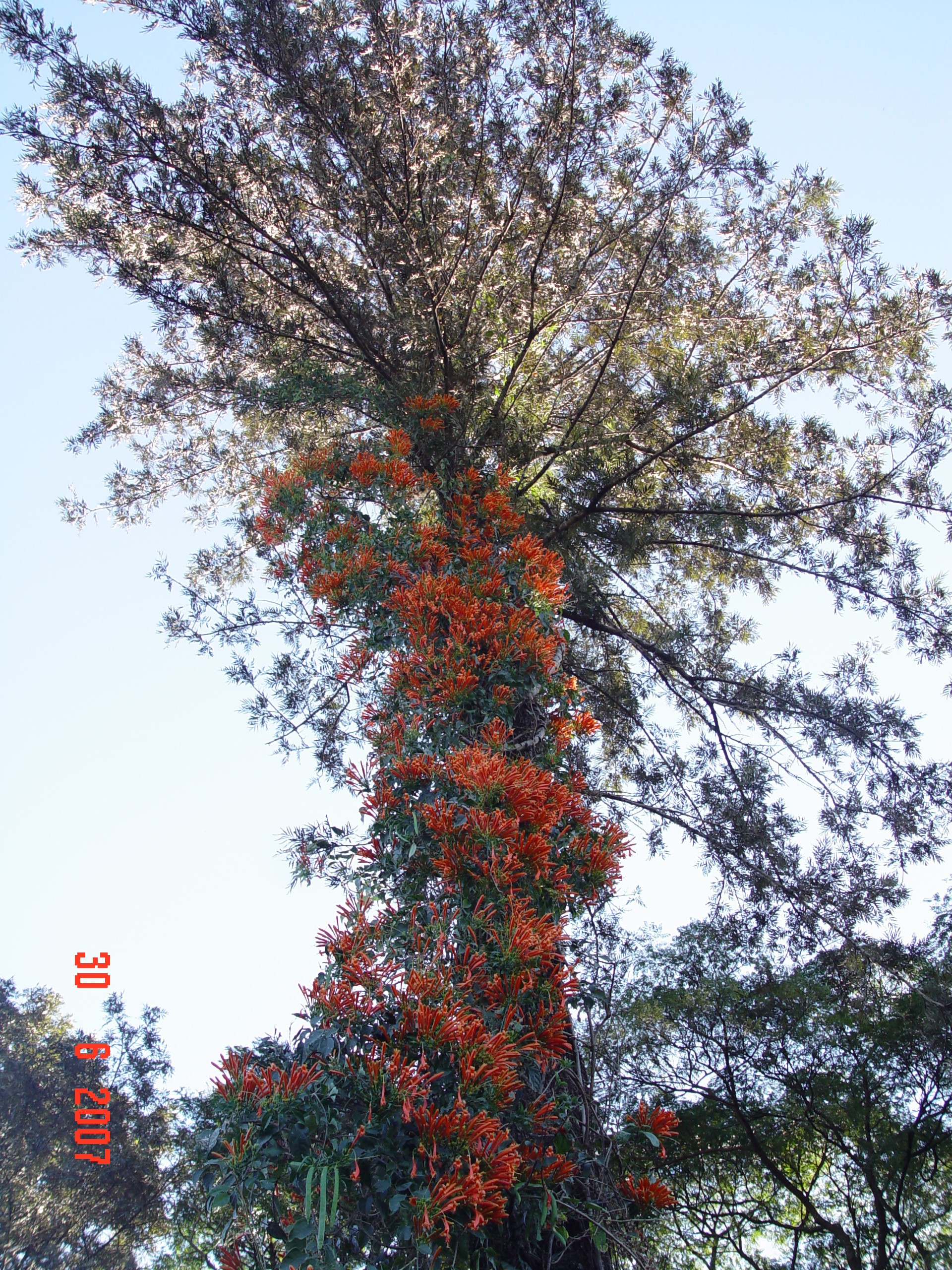
Pyrostegia Venusta sobre uma Grevílea
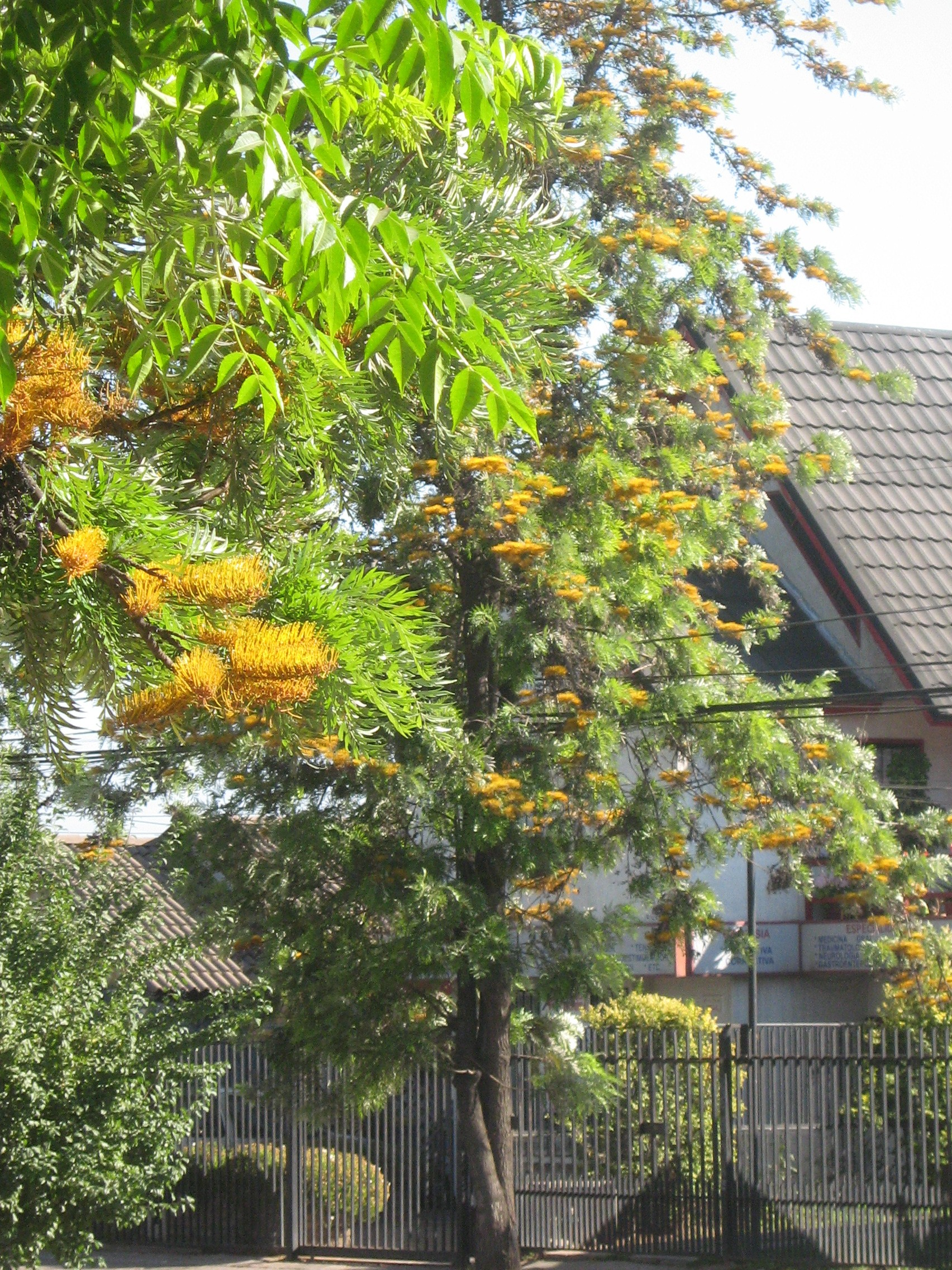
G.robusta florida
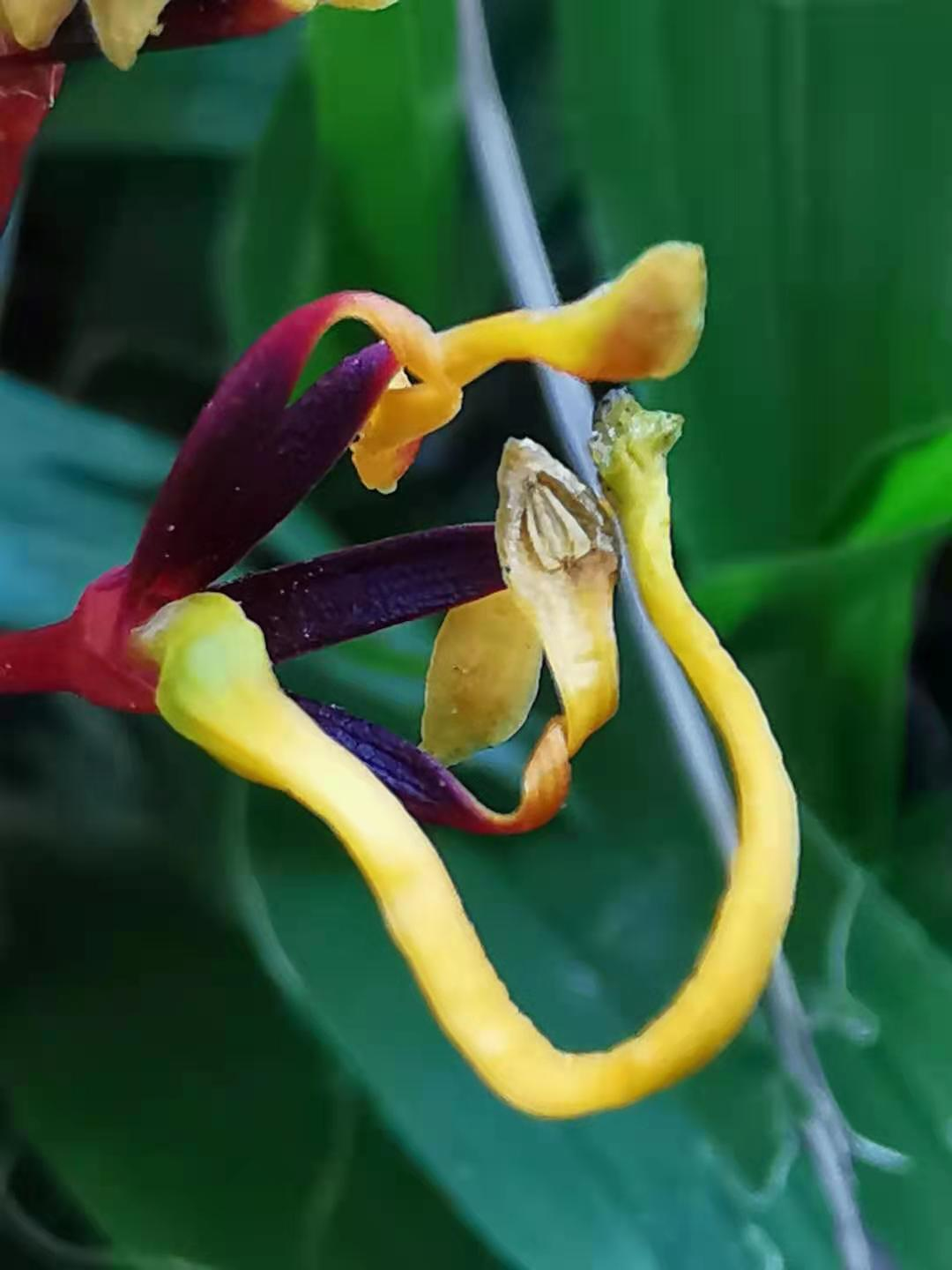
Flore
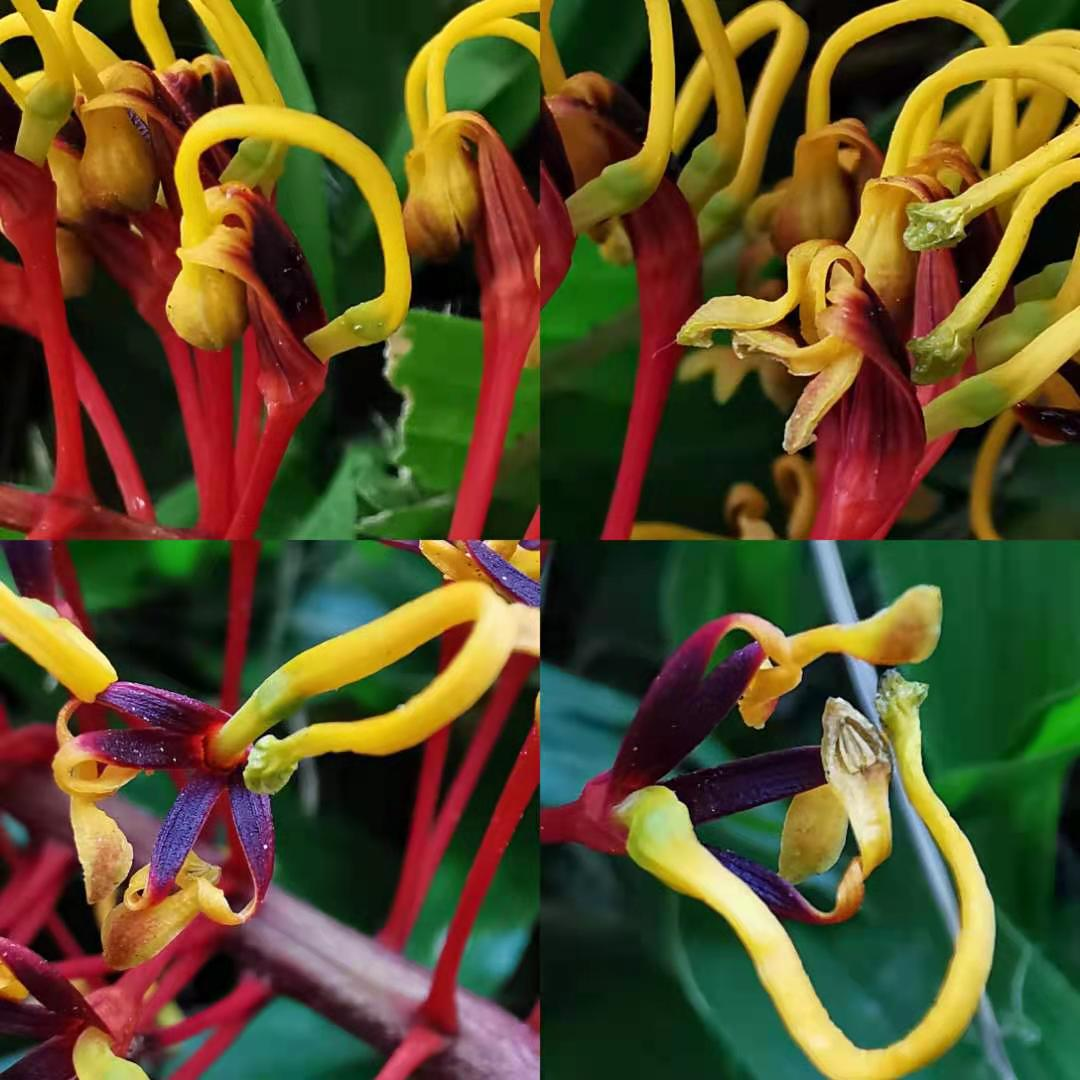
Flore